# Râul Antainambalana
Râul Antainambalana (cunoscut, de asemenea, sub numele de Antainambalan pe unele hărți) este un râu în regiunea Analanjirofo în nord-estul Madagascarului. Curge din zonele muntoase pentru a se vărsa în Golful Antongil și Oceanul Indian lângă Maroantsetra.

## Istoric
În secolul al XVIII-lea acest râu a fost numit Râul Tingballe de către navigatorii europeni timpurii.